# Bulbophyllum papuliglossum
Bulbophyllum papuliglossum là một loài phong lan thuộc chi Bulbophyllum.